# St.-Petrus-Kirche (Eggebek)

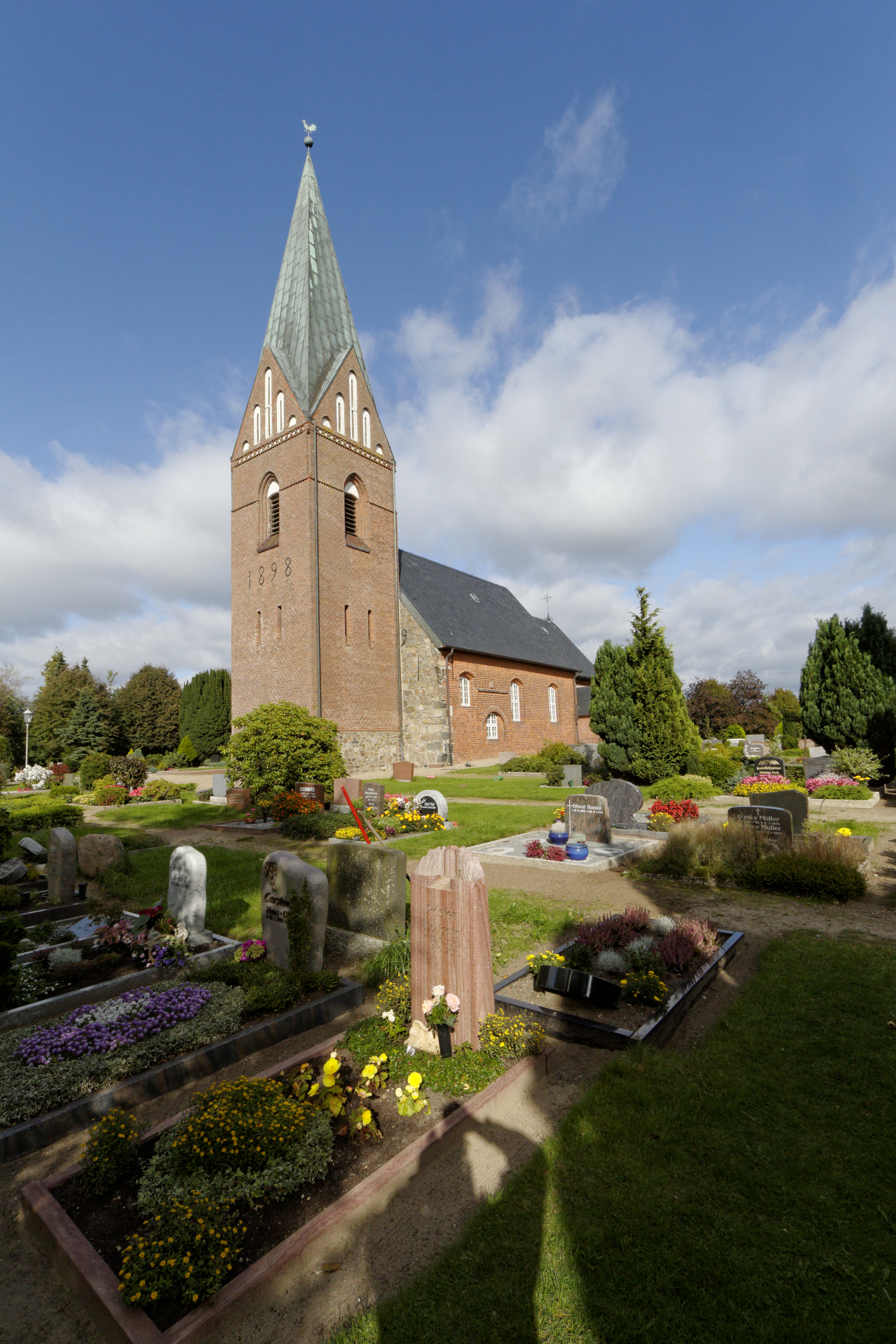
St. Petrus-Kirche mit Kirchhof

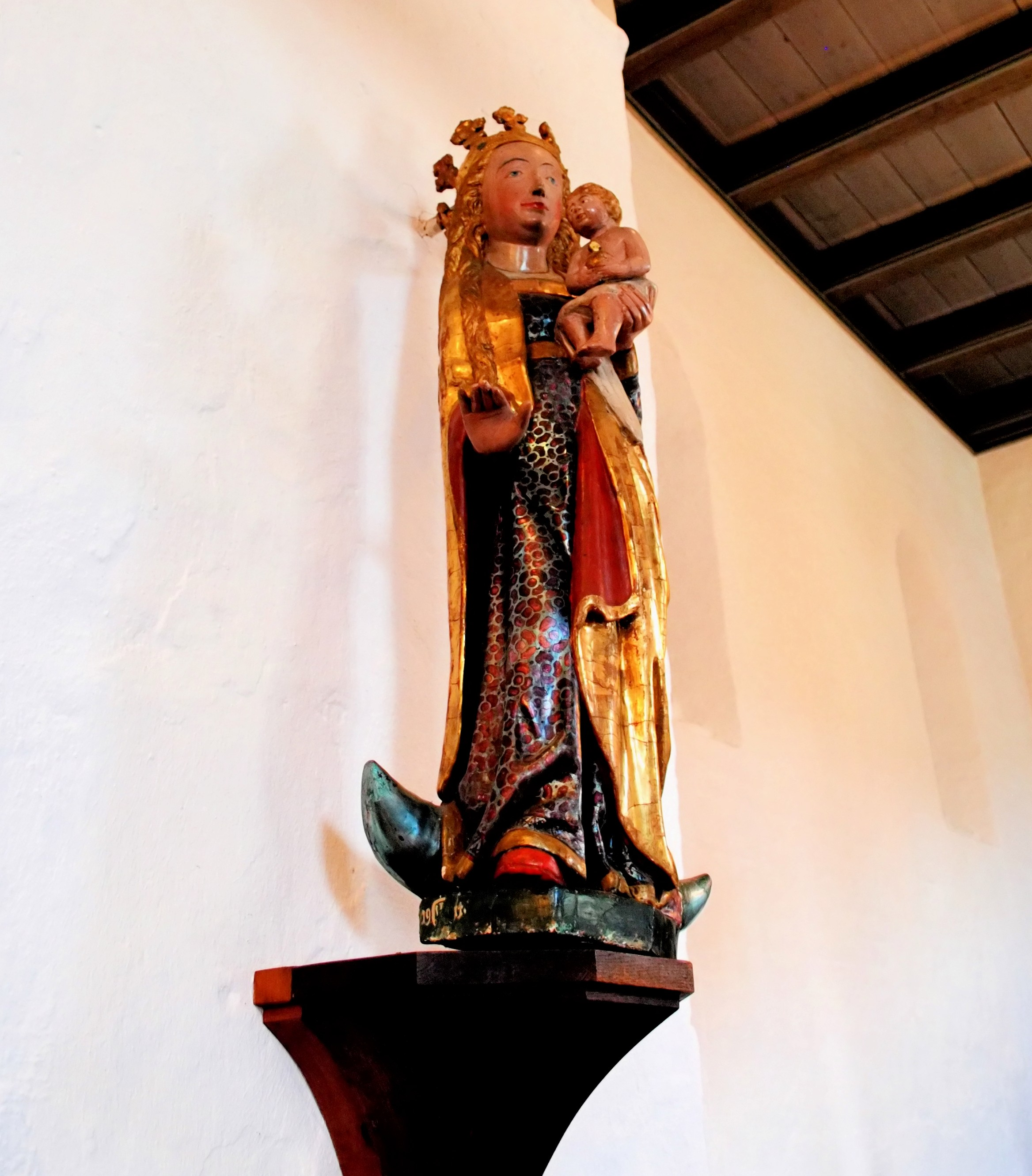
Mondsichelmadonna

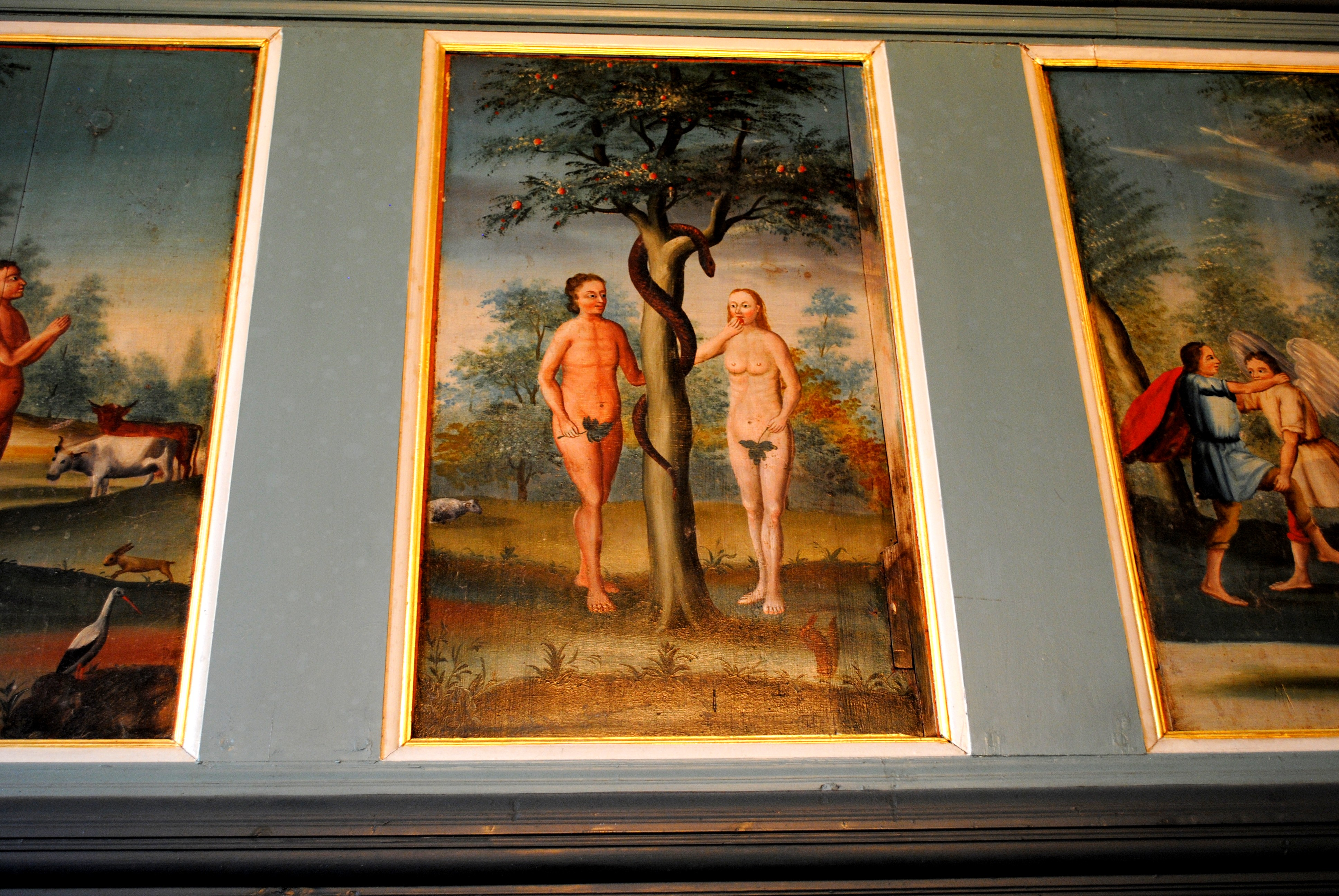
Emporenbrüstung Malerei Spätbarock

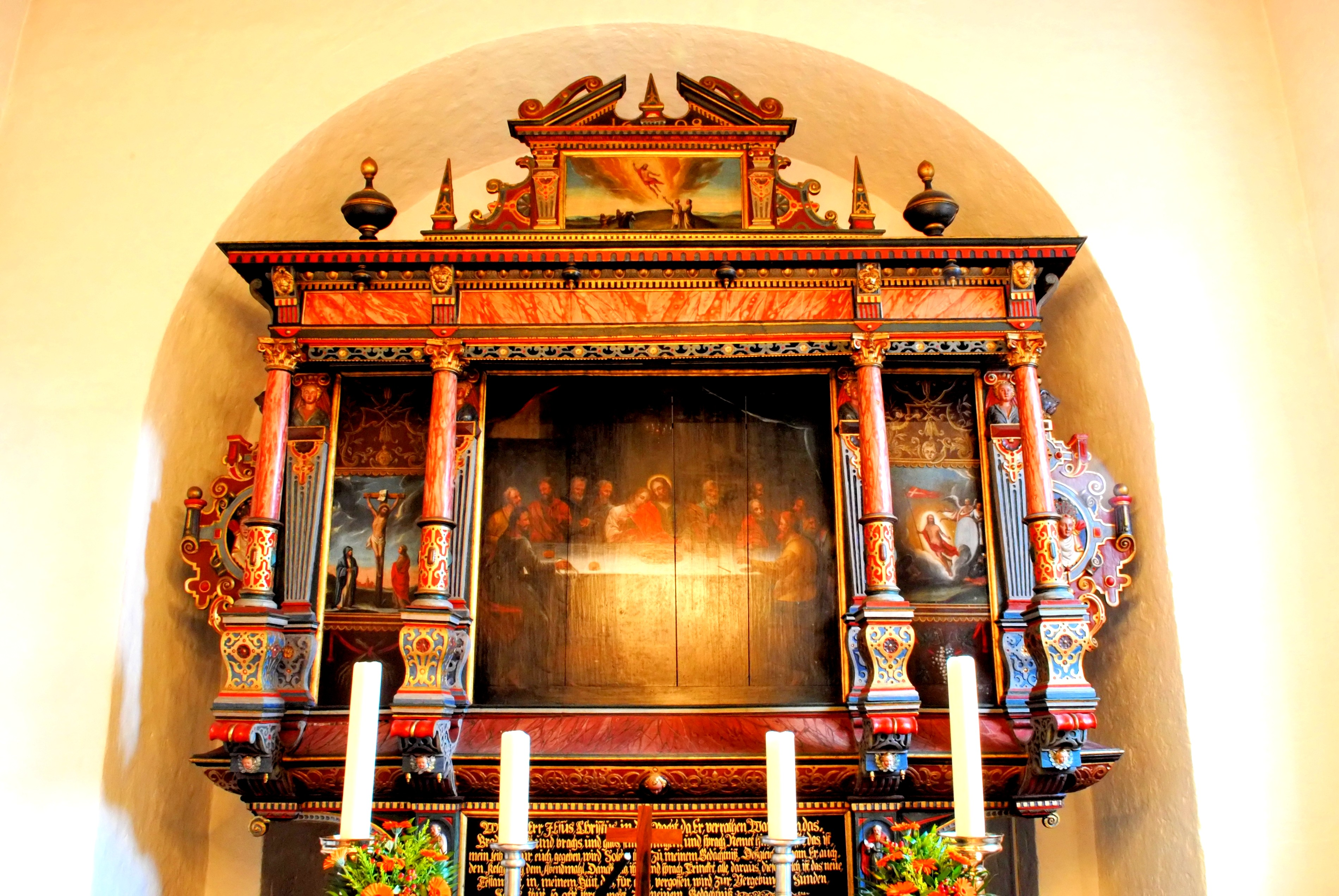
Altarretabel von 1608 u. Gemälde 18. Jh.

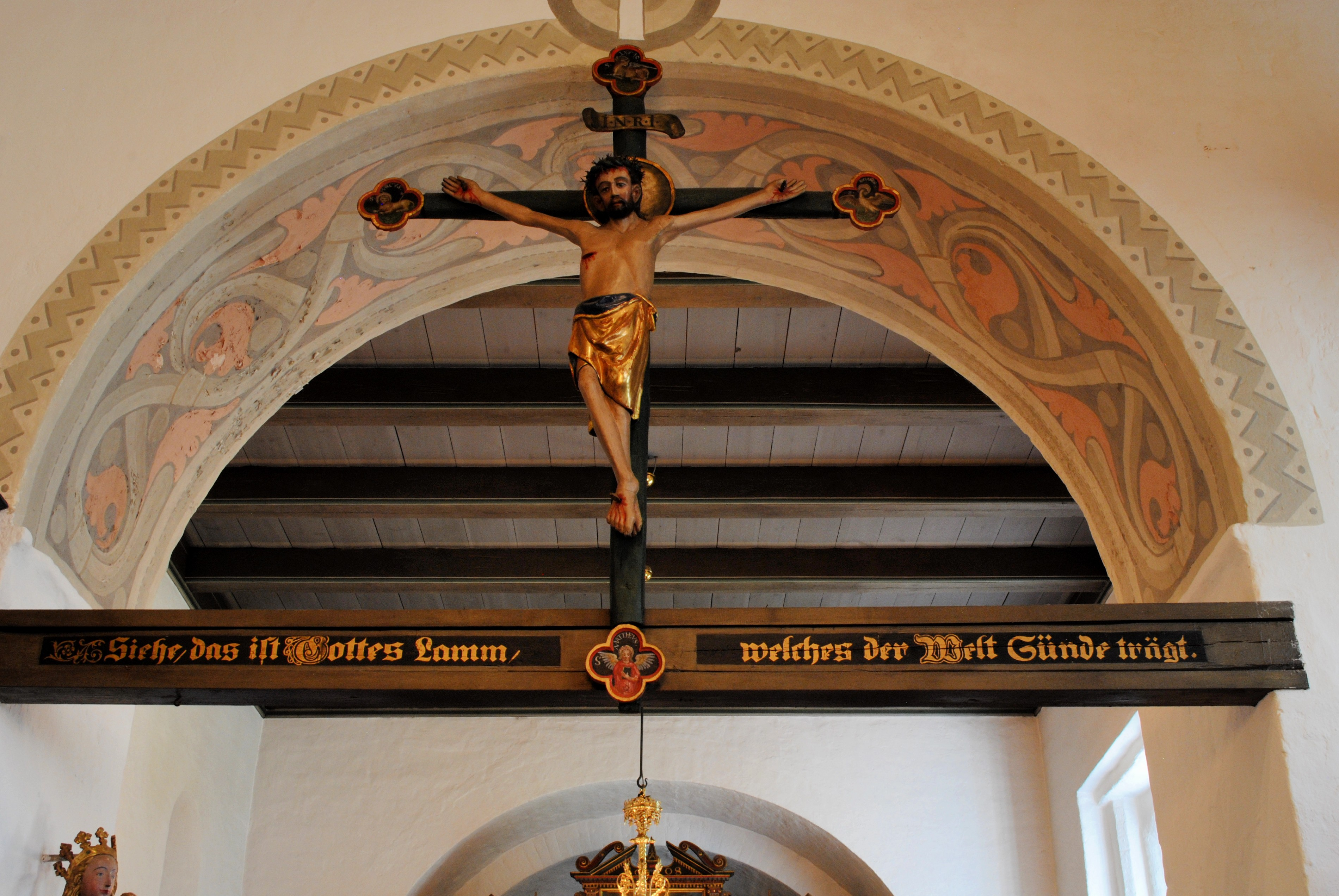
Triumphkreuz

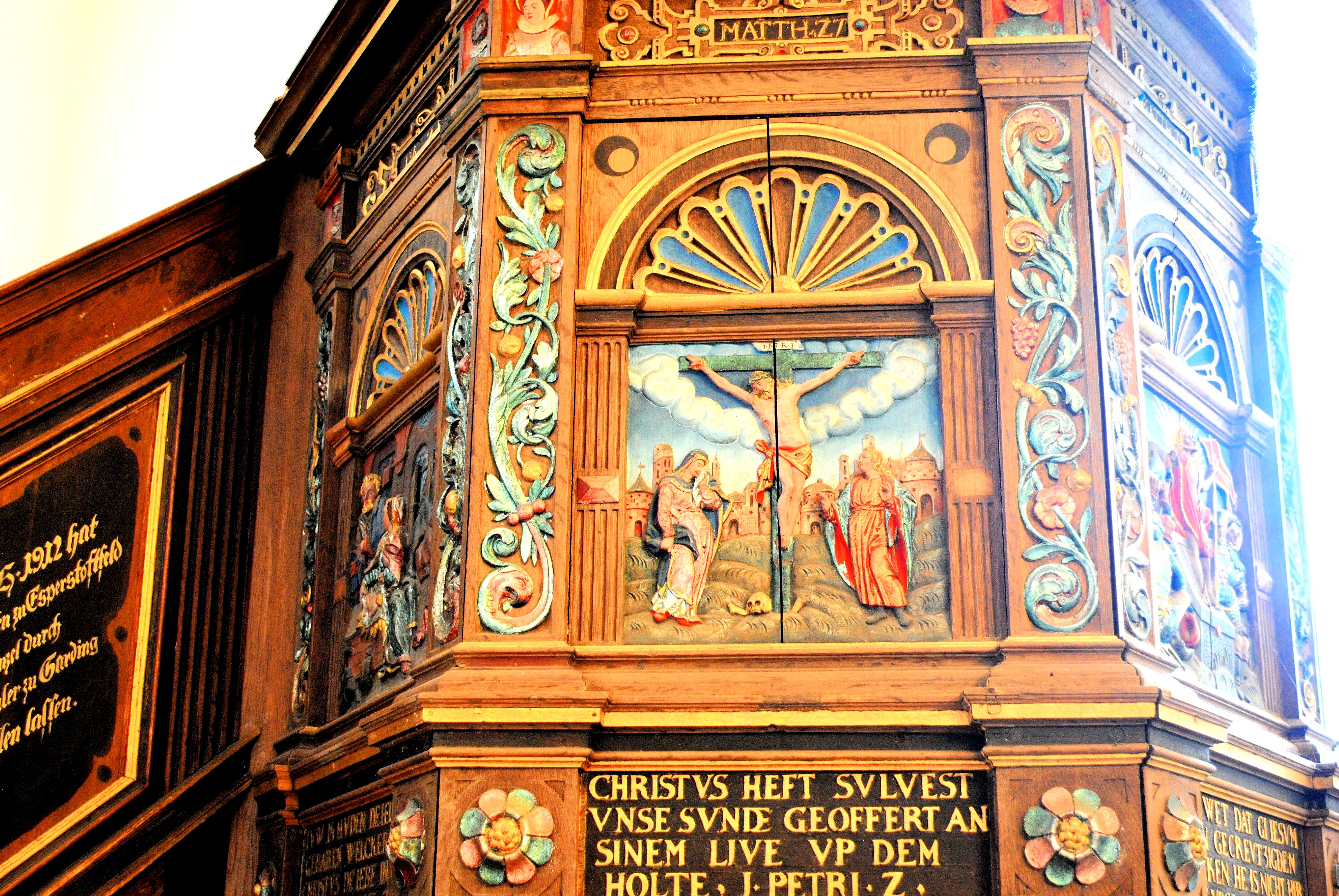
Detail Kanzelkorb von 1608

Die St. Petrus-Kirche ist eine evangelisch-lutherische Kirche in der Gemeinde Eggebek.

## Bau und Ausstattung
Eine erste Kirche Eggebeks, die möglicherweise schon im 11. Jahrhundert existierte, bestand vermutlich aus Holz. Von dieser Holzkapelle blieben keine Spuren erhalten. Die St.-Petrus-Kirche wurde um 1200 errichtet. Die Kirche wurde in neuerer Zeit aus geschichtlichen, künstlerischen, städtebaulichen Gründen und als die Kulturlandschaft prägend unter Denkmalschutz gestellt und als Kulturdenkmal Eggebeks eingetragen. Dabei wurden auch Teile der Kirchenausstattung sowie der Kirchhof mit der Kirchhofsumwallung unter Denkmalschutz gestellt. Die Kirche gehört heute zusammen mit der St.-Katharinen-Kirche (Jörl) zur Kirchengemeinde Eggebek-Jörl, die 1971 durch Zusammenschluss der beiden namensgebenden Kirchengemeinden entstand.  Die Kirchengemeinde schloss sich 2022 mit den Nachbargemeinden Wanderup, Oeversee-Jarplund, Sieverstedt und Tarp zur Sternregion zusammen.

### Bau
Die Kirche wurden aus Backsteinen im romanischen Stil errichtet. Anders als viele Kirchen in Norddeutschland erhielt sie einen Chor mit einer Apsis. Westlich an den Chor wurde wenig später ein Langhaus angefügt. Vor dem Nord- und Südportal wurden in nachmittelalterlicher Zeit Vorhallen an die Kirche angebaut. Am Giebel der nördlichen Vorhalle, dem Karnhaus, ist das Datum 1745 zu lesen, was aber auf eine Renovierung hinweist, denn diese Vorhalle ist älter. Die südliche Vorhalle stammt von 1911.
Auf der Westseite des Kirchenschiffes wurde zunächst kein Glockenturm hinzugefügt. Stattdessen wurde vor der Westwand ein separater Glockenstuhl aus Eichenholz errichtet, an dem eine Glocke aufgehängt wurde. Die Westwand selbst war ursprünglich mit einem Rundfenster geschmückt, das heute nur noch in zugemauerter Form existiert. Der Glockenstuhl wurde 1670 neu errichtet. 1684 wurde die alte Glocke durch die heute noch existierende Glocke des Husumer Glockengießers Asmussen ersetzt. Der Glockenturm wurde schließlich im Jahr 1898 an der Westseite der Kirche hinzugefügt. Heute sind im Glockenturm neben der Glocke von 1684 noch zwei jüngeren Glocken aufgehängt.

### Ausstattung
Ältestes Ausstattungsstück ist ein Taufstein aus gotländischem Kalkstein aus der Zeit um 1240, wie ihn ähnlich auch andere Kirchen im Herzogtum Schleswig erhielten wie beispielsweise die Rimbertikirche in Emmelsbüll. Ebenfalls vorreformatorisch sind das Triumphkreuz aus der Zeit um 1300 und zwei Schnitzfiguren, ein heiliger Dionysius und eine Mondsichelmadonna aus dem Ende des 15. Jahrhunderts von zwei nach der Reformation entfernten Nebenaltären.
Das Altarretabel im Stil der Spätrenaissance stammt aus dem Jahr 1608, möglicherweise wurde es von Heinrich Ringerink geschaffen. Die Predella wird von zwei kleinen Figuren, einer Skulptur des Petrus und einer Skulptur des Paulus, eingerahmt. Darüber in der Mitte befindet sich ein Gemälde mit Darstellung des Abendmahls. Ein Bild von der Kreuzigung und ein Bild von der Auferstehung hängen links und rechts neben diesem Mittelgemälde. Im Giebelaufsatz befindet sich ein Gemälde der Himmelfahrt. Alle Gemälde stammen vom Anfang des 18. Jahrhunderts.
Die Kanzel, eine Stiftung der Familie Honeke, stammt aus der zweiten Hälfte des 16. Jahrhunderts und wird ebenfalls der Ringerink-Werkstatt zugerechnet. Die vier später farbig gefassten Reliefs der Brüstungsfelder zeigen die Geburt Christi, seine Kreuzigung, Auferstehung und Himmelfahrt. Die Erläuterungen zu den Bildern sind in niederdeutscher Sprache.
Eine erste Orgel erhielt die Kirche im Jahr 1887. Die heutige Orgel stammt aus den 1950er Jahren.

### Emporenbilder
Im 18. Jahrhundert wurde die Empore eingebaut. An ihr sind Emporenbilder aus dem Alten Testament sowie Bildszenen aus dem Leben Jesu angebracht.

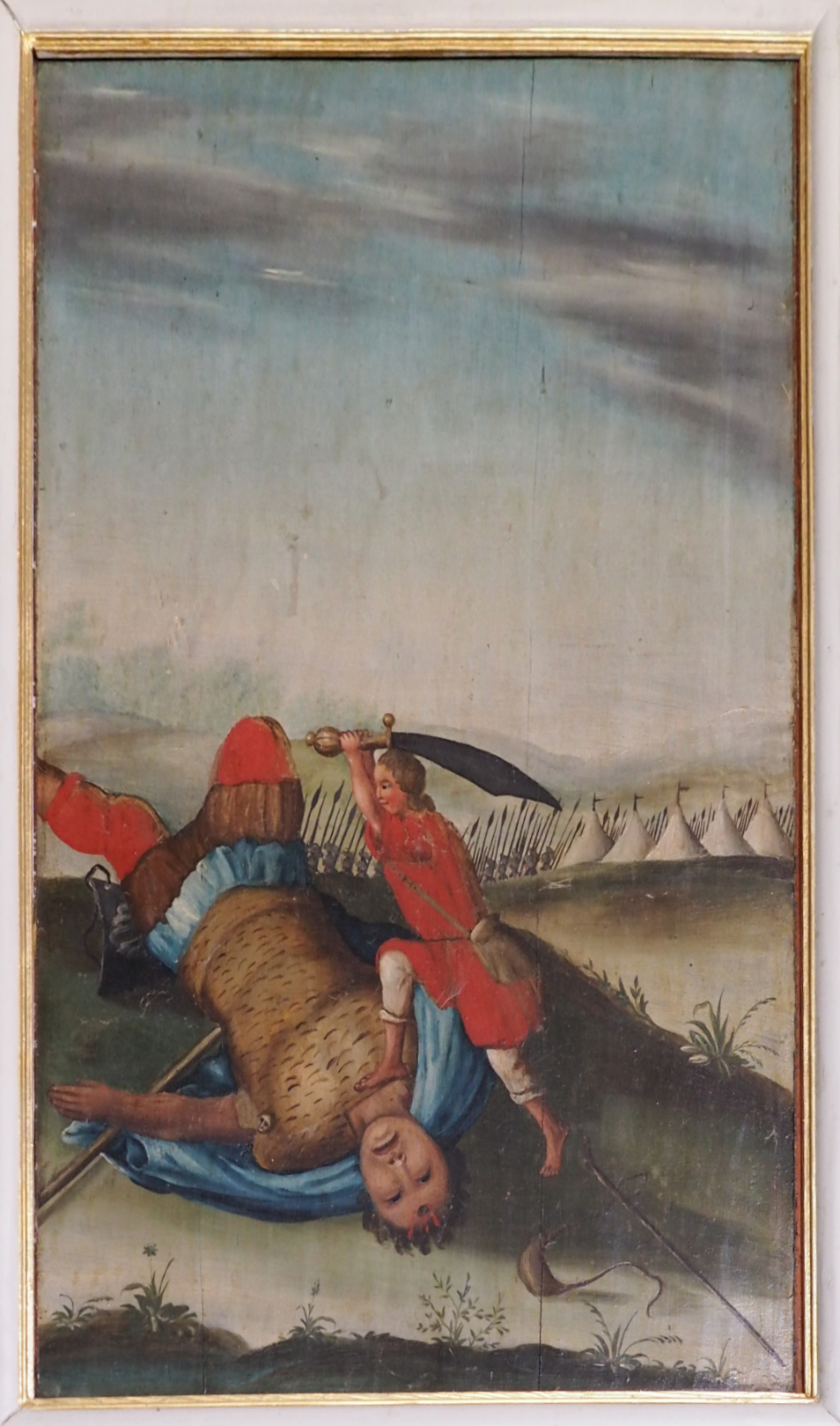
Bild an der Empore in Eggebeck

- 1. Adam im Paradies, ohne Überschrift.
- 2. Sündenfall, ohne Überschrift.
- 3. Der Kampf am Jabbok, Überschrift: „Jakob’s Kampf. 1B:M32“. Nach der Vorlage der Merianbibel gemalt.
- 4. Mose im Weidenkorb, Überschrift: „Mose im Körblein. 2B:M:2.“ Nach der Vorlage der Merianbibel gemalt.
- 5. Das letzte Mahl in Ägypten, Überschrift: „Das Osterlamm. 2.B:M.12.“ Nach der Vorlage der Merianbibel gemalt.
- 6. David und Goliath, Überschrift: „David und Goliath: 1.Sam:17.“ Nach der Vorlage der "Biblia ectypa" von Christoph Weigel gemalt.
- 7. Die Geburt im Stall, Überschrift: „Die Geburt Christi. Luc: 2.“
- 8. Die Beschneidung Christi, Überschrift: „Die Beschneidung Christi. Luc:2.“
- 9. Simeon erkennt Christus, Überschrift:  „Simeon im Tempel. Luc:2.“ Ähnlich den Bildern an den Emporen in Sörup und Medelby.
- 10. Jesus wird durch Johannes getauft, Überschrift: „Die Taufe Christi. Matth:3.“ Nach der Vorlage der Merianbibel gemalt.
- 11. Jesus wird vom Teufel versucht, Überschrift: „Die Versuchung Christi.  Matth:4.“ Ähnlich den Darstellungen an den Emporen in Großsolt, Husby und Sörup.
- 12. Die Verklärung, Überschrift: „Die Verklärung Christi. Matth:17.“ Ähnlich den Darstellungen an den Emporen in Großsolt und Medelby.
- 13. Jesus zieht in Jerusalem ein, Überschrift: „Die Einreitung Christi. Matth:21.“
- 14. Jesus im Garten Gethsemane, Überschrift: „Christus betet im Ölgarten. Matth:26.“ Ähnlich den Darstellungen an der Empore in Husby.
- 15.  Jesu Gefangennahme, Überschrift: „Christus wird verraten. Matth:26.“
- 16. Jesus vor dem Hohepriester, Überschrift: „Christus vor Caiphas. Matth:28.“ Ähnlich den Darstellungen an der Empore in Sörup.
- 17. Jesus wird ausgepeitscht, Überschrift:  „Die Geißelung Christi. Joh:19.“ Ähnlich den Darstellungen an der Empore in Sörup.
- 18. Die Kreuzigung, „Die Kreuzigung Christi. Joh:19.“
- 19. Die Auferstehung, Überschrift: „Die Auferstehung Christi. Joh:20.“
- 20. Christi Himmelfahrt, Überschrift: „Die Himmelfahrt Christi. Apost.G:1.“